# Seobujeonseon
Seobujeonseon (서부전선?), noto anche con il titolo internazionale The Long Way Home, è un film del 2015 scritto e diretto da Cheon Sung-il.

## Trama
Nam-bok è un contadino sudcoreano che si ritrova costretto ad essere arruolato come soldato durante la guerra di Corea, e a consegnare un importante documento che potrebbe essere decisivo nella risoluzione del conflitto. Il documento gli viene tuttavia sottratto da un giovane soldato nordcoreano, Young-kwang, con cui però ha modo di fare amicizia.

## Distribuzione
In Corea del Sud la pellicola è stata distribuita dalla Lotte Entertainment, a partire dal 24 settembre 2015.